# Векки, Вилльям
Вилльям Векки (итал. Villiam Vecchi; 28 декабря 1948, Скандиано, Эмилия-Романья — 3 августа 2022, Реджо-Эмилия, Эмилия-Романья) — итальянский футболист, вратарь.

## Карьера
Виллья Векки начал карьеру в «Милане», одном из сильнейших клубов Италии. Вратарь провёл первый матч за «Милан» 18 февраля 1968 года против «Интера». Матч закончился со счётом 1:1. Долгое время Вилльям проигрывал конкуренцию Фабио Кудичини. В сезоне 1972/73 Вилльям Векки стал основным вратарем команды. В том сезоне «Милан» выиграл Кубок Италии и Кубок обладателей кубков УЕФА. В 1974 году Векки перешёл в «Кальяри», с которым он вылетел в Серию B в 1976 году. В 1976 году вратарь начал играть за клуб «Комо», в составе которого он выиграл Серию C 1978/79 и Серию B 1979/80. Вилльям Векки завершил карьеру в футбольном клубе СПАЛ из Серии B.

## Сборная
Вилльям Векки сыграл три матча за молодёжную сборную Италии в 1969—1970 гг.

## Тренерская карьера
После завершения карьеры Вилльям Векки работал тренером в «Реджане», «Парме», «Милане» и «Реале».
Скончался 3 августа 2022 года.

## Достижения
«Милан»
- Чемпион Италии: 1967/68
- Обладатель Кубка Италии: 1971/72, 1972/73
- Победитель Кубка европейских чемпионов: 1968/69
- Победитель Кубка обладателей Кубков УЕФА: 1967/68, 1972/73
- Победитель Межконтинентального кубка: 1969

«Комо»
- Чемпион Серии В: 1979/80
- Чемпион Серии С: 1978/79